# Mujaahid Maynard
Mujaahid Maynard (* 9. April 1971 in Brooklyn, New York City) ist ein ehemaliger US-amerikanischer Ringer. Er war Sieger bei den Panamerikanischen Spielen 1995 im griechisch-römischen Stil im Papiergewicht.

## Werdegang
Mujaahid Maynard begann als Jugendlicher an der Manual High School in Denver, Colorado, mit dem Ringen. 1989 trat er in die Navy ein und war bis 1993 in Pensacola, Florida, stationiert. Danach ging er nach Colorado Springs und studierte an der University of Colorado Springs Wirtschaft. Er setzte sowohl bei der Navy als auch an der Universität das Ringen fort und wurde 1993 Meister der US-Army und 1993 und 1994 Universitäten-Meister der USA im griechisch-römischen Stil im Papiergewicht, der leichtesten Gewichtsklasse, die ihr Gewichtslimit damals bei 48 kg Körpergewicht hatte. Bei den US-amerikanischen Meisterschaften kam er in den Jahren 1993 und 1994 auf den 4. Platz, 1995 auf den 2. Platz und 1996 gewann er diese Meisterschaft. In seiner Ringerlaufbahn gehörte er den Ringer (Wrestling) Clubs California Jets und Sunkist Kids an.
Im Jahre 1993 begann auch die internationale Laufbahn von Mujaahid Maynard mit einem 6. Platz im Fliegengewicht bei den Panamerikanischen Meisterschaften. 1994 wurde er bei den Weltmeisterschaften in Tampere im Papiergewicht eingesetzt und kam dort auf den 10. Platz.
Im Jahre 1995 erreichte er seinen größten internationalen Erfolg. Er wurde in Mar del Plata Sieger bei den Pan Amerikanischen Spielen im Papiergewicht. Dabei verwies er Enrique Aguilar Zermeno aus Brasilien und den zweifachen Weltmeister Wilber Sánchez aus Kuba auf die Plätze. Auch bei den Weltmeisterschaften dieses Jahres in Prag schnitt er gut ab und erreichte dort einen 5. Platz.
1996 siegte Mujaahid Maynard bei der US-amerikanischen Olympiaausscheidung und vertrat sein Land bei den Olympischen Spielen in Atlanta im Papiergewicht. In Atlanta verlor er seinen ersten Kampf gegen Wilber Sánchez klar nach Punkten (3:12 techn. Punkte), siegte dann über Jose Ochoa aus Venezuela nach Punkten (4:2 techn. Punkte) und schied nach einer weiteren Niederlage in seinem dritten Kampf gegen Zafar Gulijew aus Russland (0:6 techn. Punkte) aus. Er belegte damit den 13. Platz.
Danach beendete er seine internationale Ringerlaufbahn. Er war nach seinem Studium wieder Angehöriger der Navy geworden und startete 1999 ein Comeback. 1999 belegte er bei den USA-Meisterschaften im Fliegengewicht den 4. Platz und im Jahre 2000 den 3. Platz im Bantamgewicht. Er nahm im Jahre 2000 auch wieder an der US-amerik. Olympiaausscheidung teil, konnte sich aber nicht mehr für die Olympischen Spiele in Sydney qualifizieren.

## Internationale Erfolge
| Jahr | Platz | Wettbewerb                                    | Gewichtsklasse | |
| 1992 | 8.    | Welt-Cup in Concord                           | Papier         | |
| 1993 | 4.    | Welt-Cup in Concord                           | Papier         | hinter Wilber Sánchez, Kuba, Zafar Gulijew, Russland u. Hiroshi Kado, Japan                                                                                |
| 1993 | 6.    | Panamerikanische Meisterschaften              | Fliegen        | hinter Raúl Martínez Alemán, Kuba, Juan Bernardino Cortes, Mexiko, Ulises Valentin, Dom. Rep., Obeo Santana, Puerto Rico u. Joel Manuel Medinas, Venezuela |
| 1994 | 7.    | "Pytlasinski"-Turnier in Warschau             | Papier         | |
| 1994 | 10.   | WM in Tampere                                 | Papier         | Sieger: Wilber Sánchez, Kuba vor Aljaksandr Paulau, Belarus u. Gela Papaschwili, Georgien                                                                  |
| 1995 | 5.    | Großer Preis von Deutschland in Schifferstadt | Papier         | hinter Sergei Suworow, Russland, Wilber Sánchez, Stefan Gartmann, Deutschland u. Fanis Dauletow, Kasachstan                                                |
| 1995 | 1.    | Panamerikanische Spiele in Mar del Plata      | Papier         | vor Enrique Aguilar Zermeno, Mexiko u. Wilber Sánchez |
| 1995 | 5.    | WM in Prag                                    | Papier         | hinter Sim Kwan-ho, Südkorea, Hiroshi Kado, Zafar Gulijew u. Oleg Kutscherenko, Deutschland, vor Aljaksandr Paulau                                         |
| 1996 | 2.    | "Vehbi-Emre"-Memorial in Ankara               | Papier         | |
| 1996 | 5.    | Akropolis-Turnier in Athen                    | Papier         | |
| 1996 | 13.   | OS                                            | Papier         | nach Niederlage gegen Wilber Sánchez, Sieg über Jose Ochoa, Venezuela u. Niederlage gegen Zafar Gulijew                                                    |

## Nationale Erfolge
| Jahr | Platz | Wettbewerb                        | Gewichtsklasse |                                                     |
| 1993 | 1.    | US-Armee-Meisterschaften          | Papier         |                                                     |
| 1993 | 1.    | USA-Universitäten-Meisterschaften | Papier         |                                                     |
| 1993 | 4.    | USA-Meisterschaften               | Papier         |                                                     |
| 1994 | 1.    | USA-Universitäten-Meisterschaften | Papier         |                                                     |
| 1994 | 4.    | USA-Meisterschaften               | Papier         |                                                     |
| 1994 | 1.    | WM-Ausscheidungsturnier           | Papier         |                                                     |
| 1995 | 2.    | USA-Meisterschaften               | Papier         |                                                     |
| 1995 | 1.    | WM-Ausscheidungsturnier           | Papier         |                                                     |
| 1996 | 1.    | USA-Meisterschaften               | Papier         |                                                     |
| 1996 | 1.    | Olympiaausscheidungsturnier       | Papier         |                                                     |
| 1999 | 4.    | USA-Meisterschaften               | Fliegen        | hinter Shawn Sheldon, Steve Mays u. Brandon Paulson |
| 2000 | 1.    | USA-Armee-Meisterschaften         | Bantam         | vor Steven Mays u. Duane Martin                     |
| 2000 | 3.    | USA-Meisterschaften               | Fliegen        | hinter Dennis Hall u. James Grünwald                |

Anm.: alle Wettbewerbe im griechisch-römischen Stil, OS = Olympische Spiele, WM = Weltmeisterschaften, Papiergewicht, damals bis 48 kg, Fliegengewicht, damals bis 54 kg u. Bantamgewicht, damals bis 58 kg Körpergewicht